# Фібриноїдний некроз
Фібриноїдний некроз — це патологічне ураження, яке вражає кровоносні судини та характеризується пошкодженням ендотелію з подальшим витоком білків плазми, включаючи фібриноген, з просвіту судини; ці білки інфільтруються та відкладаються в стінках судин, де згодом відбувається полімеризація фібрину.
Хоча термін «фібриноїд» по суті означає «фібриноподібний», за допомогою імуногістохімічного аналізу та електронної мікроскопії було підтверджено, що ділянки, які називаються «фібриноподібними», справді містять фібрин, переважна присутність якого сприяє яскравому, еозинофільному (рожевому) та безструктурному вигляду уражених судин.
Найдавніший задокументований опис фібриноїдних змін датується 1880 роком, коли було поставлено під сумнів, чи були ці гістологічні зміни результатом відкладення фібринозного ексудату, чи дегенерації та розпаду колагенових волокон.
Для опису цих змін було впроваджено термін «фібриноїд», оскільки було складно розрізнити фібриноїд від гіалінових відкладень, оскільки обидва мають подібний вигляд при стандартній світловій мікроскопії. Ця морфологічна подібність зумовила необхідність використання спеціалізованих методів гістологічного фарбування, таких як фосфорновольфрамовий гематоксилін та різні типи трихромних барвників. Оскільки ці барвники мають здатність виділяти та ідентифікувати фібрин, це призвело до використання терміна фібриноїд, що означає «фібриноподібний».
Тим не менш, ще в 1957 році фібрин справді був ідентифікований у складі фібриноїду, а до 1982 року розуміння цього явища поглибилося, і багато дослідників визнали фібриноїд складною структурою, що складається переважно з фібрину, переплетеного з різними білками плазми.

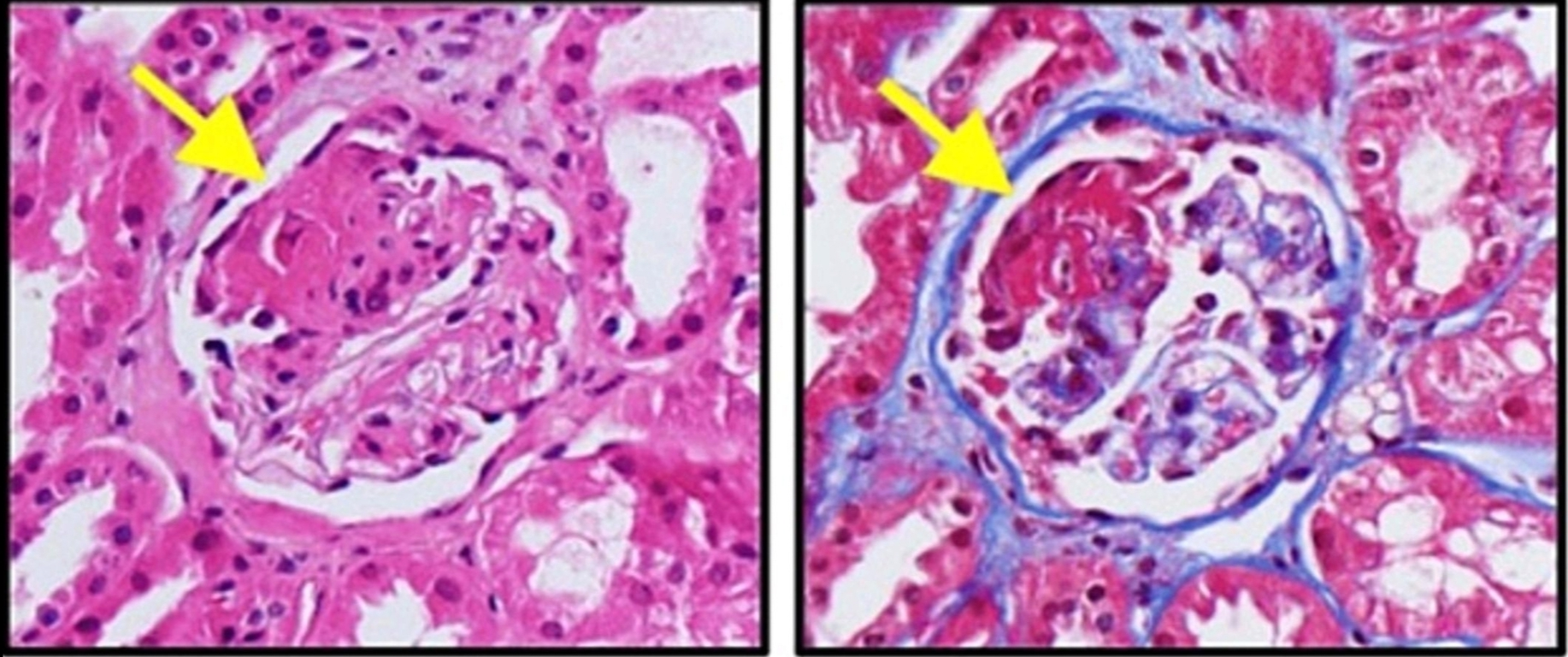
Біопсія нирки пацієнта з гломерулонефритом, асоційованим з антитілами до цитоплазми нейтрофілів (ANCA), виявляє ураження, що характеризується яскравою еозинофілією при фарбуванні гематоксилин-еозином(жовта стрілка, ліворуч) та інтенсивним червоним фарбуванням трихромом (праворуч), що підтверджує наявність фібриноїдного некрозу.

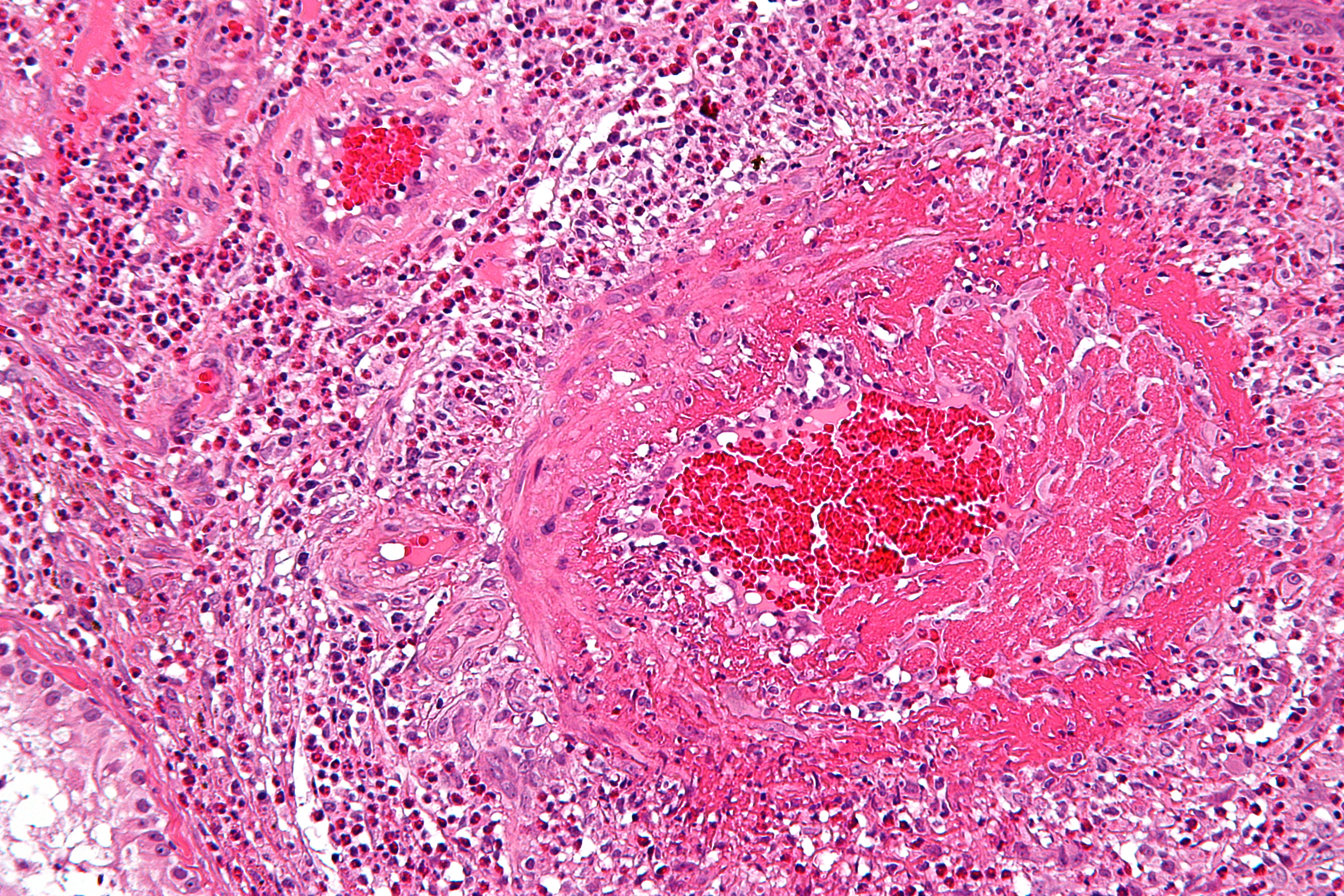
Мікрофотографія, що показує (інтенсивно рожевий) фібриноїдний некроз (велика кровоносна судина – праворуч від зображення) у випадку васкуліту (еозинофільний гранулематоз з поліангіїтом). Фарбування гематоксин-еозином.

## Номенклатура

### Неправильна назва
Термін «фібриноїдний некроз» насправді вважається неправильним, оскільки інтенсивне еозинофільне забарвлення накопичених білків плазми маскує справжню природу основних змін у кровоносній судині та робить практично неможливим остаточне визначення того, чи дійсно клітини стінки судини зазнають некрозу.
В огляді 2000 року зазначалося, що «чи є ураження справді некротичним, у тому сенсі, що воно відображає результат незапрограмованої загибелі клітин, ніколи не досліджувалося глибоко» а електронно-мікроскопічне дослідження фібриноїдного некрозу на моделях щурів з індукованою легеневою гіпертензією виявило, що фібриноїдні зміни не обов'язково пов'язані з некрозом гладких м'язів середньої оболонки судини, і тому рекомендувалося використовувати термін фібриноїдний васкульоз.
Однак, незважаючи на неточність назви, мікроскопічні характеристики фібриноїдних змін дуже нагадують характеристики некротичної тканини, тому термін фібриноїдний некроз продовжує використовуватися, навіть якщо він не повністю відображає сутність основного процесу.

### Фібриноїдний некроз та ліпогіаліноз
У 1971 році К. М. Фішер, піонер у галузі цереброваскулярних захворювань, запропонував використовувати термін «ліпогіаліноз» як заміну фібриноїдного некрозу, ґрунтуючись на своєму спостереженні, що уражені фібриноїдні ділянки також містять ліпіди.
Термін «ліпогіаліноз» мав служити синонімом фібриноїдного некрозу, проте він використовується виключно для опису патологічних фібриноїдних змін у судинах головного мозку у пацієнтів зі злоякісною гіпертензією. Навіть попри те, що той самий патологічний процес, відбувається також в артеріолах інших органів, таких як нирки та брижа, термін «ліпогіаліноз» не використовується для опису цих змін поза мозком, а термін «фібриноїдний некроз» залишається більш визнаним для позначення подібних процесів в інших органах.
Однак поширеною помилкою в багатьох підручниках є невміння пояснювати, що ліпогіаліноз та фібриноїдний некроз насправді є двома описами одного й того ж патологічного процесу.
Замість того, щоб визнати їхню еквівалентність, їх часто представляють як окремі стадії, де ліпогіаліноз помилково описують як пізній наслідок фібриноїдного некрозу, або ліпогіаліноз іноді помилково використовують як взаємозамінний з артеріолосклерозом, що є набагато ширшим терміном, що використовується для опису патологічних змін у дрібних артеріях, спричинених різними станами. Неправильне позначення ліпогіалінозу як артеріолосклерозу не враховує специфічну природу ліпогіалінозу як стану, що включає фібриноїдний некроз (особливу форму судинного ураження), і сприяє плутанині.

## Розташування
Фібриноїдний некроз переважно вражає дрібні кровоносні судини, такі як артеріоли та клубочки, але він також може вражати судини середнього розміру, як це спостерігається при таких станах, як вузликовий поліартеріїт. Може мати місце широкий розподіл ураження, коли фібриноїдний матеріал не рівномірно покриває судину, а натомість з'являється ізольованими плямами, розташованими вздовж стінки судини.
Фібриноїдна інфільтрація в уражених судинах може бути обмежена субінтимальною ділянкою, оскільки основна речовина інтими та внутрішня еластинова пластинка часто діють як бар'єр, обмежуючи подальше проникнення фібрину в артеріальну стінку. Однак, якщо внутрішня еластинова пластинка порушена, фібрин може поширюватися в середню оболонку, від якої він зазвичай утримується зовнішньою еластиновою пластинкою, потенційно поширюючись по колу вздовж її внутрішньої поверхні. У деяких випадках фібрин може поширюватися в адвентиційну оболонку або навіть виходити з судин у навколишню периваскулярну тканину чи сусідні простори. Це явище спостерігається при таких станах, як васкуліт, пов'язаний з антинейтрофільними цитоплазматичними антитілами (ANCA), коли фібрин може інфільтрувати сечовивідний простір поблизу клубочкових капілярів або повітряний простір, що прилягає до альвеолярних капілярів.

## Пов'язані захворювання
Фібриноїдний некроз спостерігається при широкому спектрі патологічних станів, таких як:
- Імунологічно-опосередковані васкуліти, включаючи:[17]

1. Васкуліт, пов'язаний з антинейтрофільними цитоплазматичними антитілами (ANCA): фібриноїдний некроз є класичною знахідкою при цих васкулітах дрібних судин, і його називають «ураженням, пов'язаним з ANCA», хоча він зустрічається і при інших станах.[8]
2. Вузликовий поліартеріїт (ВПА): Відмінною морфологічною характеристикою ВПА є фібриноїдний некроз.[1] На противагу цьому, фібриноїдний некроз при хворобі Кавасакі менш виражений, ніж при ВПА, незважаючи на те, що обидві форми є формами васкулітів судин середнього розміру.[17]
3. Системний червоний вовчак.[14]
4. Лейкоцитокластичний васкуліт.[18]
5. Системний склероз, реакція Артюса (реакція гіперчутливості III типу) та ревматоїдні підшкірні вузлики.[17]

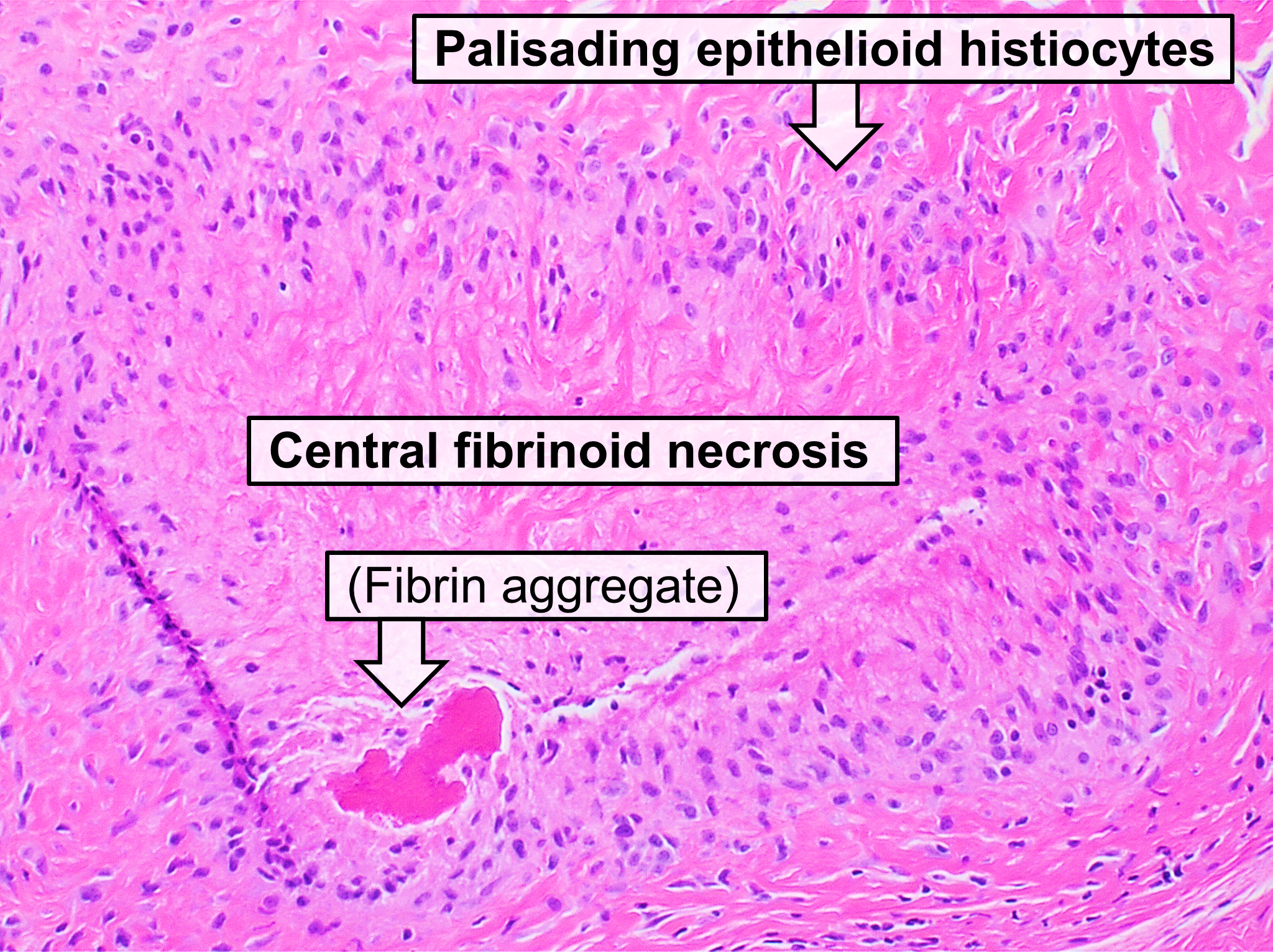
Мікрофотографія ревматоїдного вузлика, забарвлена гематоксиліном-еозином, показує його характерну гістологічну структуру з центральним ядром, що складається з фібриноїдного некрозу, а навколо цього ядра знаходиться шар палісадних макрофагів та епітеліоїдних гістіоцитів.

- Злоякісна гіпертензія: фібриноїдний некроз виникає в системному кровообігу як типова ознака злоякісної гіпертензії[6][19] і спостерігається, наприклад, в артеріолах нирок, мозку, сітківки та інших органів.[20]
- Тромботична мікроангіопатія та відторгнення трансплантатів нирок.[17]
- Прееклампсія: Фібриноїдний некроз виникає в спіральних артеріолах матки при прееклампсії та включає відкладення щільного еозинофільного матеріалу під ендотеліальною вистилкою уражених судин.[21]
- Гестаційний цукровий діабет також може призвести до фібриноїдного некрозу та судинних уражень, подібних до прееклампсії.[22]
- Церебральна амілоїдна ангіопатія.[23]
- Інфекція COVID-19.[24][25]
- Саркоїдоз: Фібриноїдний некроз може спостерігатися в центральній ділянці саркоїдних гранульом, що забезпечує гістопатологічну відмінність від казеозного некрозу, характерного для гранульом при туберкульозі.[26]
- Церебральний променевий некроз: це пізнє ускладнення променевої терапії, яке вражає 5–15 % пацієнтів, які лікуються від злоякісних новоутворень головного мозку або голови та шиї, і виникає протягом місяців або років після лікування. Він виникає внаслідок радіаційно-індукованого пошкодження тканини мозку та судин, що призводить до проліферації ендотелію, фібриноїдного некрозу, звуження судин, ішемії та паренхіматозного некрозу мозку.[27]

## Патогенез
Фібриноїдний некроз виникає внаслідок пошкодження ендотелію, що дозволяє білкам плазми потрапляти в стінки кровоносних судин. Це пошкодження ендотелію може виникнути через різні основні фактори, наприклад:
- Антинейтрофільні цитоплазматичні антитіла (ANCA) спрямовані на нейтрофіли, індукуючи вивільнення протеолітичних ферментів. Ці ферменти, разом з активацією активних форм кисню та системи комплементу, сприяють пошкодженню ендотелію, що призводить до утворення щілин у стінках капілярів.[29]
- Відкладення імунних комплексів, як при лейкоцитокластичному васкуліті та реакції Артюса, активує каскад комплементу, що призводить до залучення та активації нейтрофілів, які вивільняють лізосомальні ферменти, що пошкоджують судинний ендотелій.[1][18]
- Високий кров'яний тиск при злоякісній гіпертензії спричиняє пряме травматичне пошкодження стінки кровоносної судини[30], головним чином через підвищений тиск та механічне навантаження на стінки артерій.[31] Численні дослідження показали, що раптове та значне підвищення артеріального тиску може викликати фібриноїдні зміни протягом кількох хвилин, що є вагомим доказом того, що саме підвищений артеріальний тиск є причиною фібриноїдного некрозу.[4]
- При променевому некрозі головного мозку променева терапія може безпосередньо пошкоджувати плазматичну мембрану багатьох типів клітин, включаючи ендотеліальні клітини, та запускати ферментативний гідроліз сфінгомієліну та утворення цераміду. Згодом церамід збільшує вироблення активних форм кисню, які активують запальний каскад, що зрештою призводить до утворення тромбів та фібриноїдного некрозу.[32]

Пошкодження ендотеліальних клітин призводить до втрати нормальної бар'єрної функції та дозволяє компонентам плазми, включаючи фактори згортання крові, виходити з кровотоку та просочуватися в стінки кровоносних судин та навколишні простори. Фактори згортання крові, що витікають з пошкоджених кровоносних судин, взаємодіють з різними тромбогенними речовинами, такими як тканинний фактор, що призводить до утворення фібрину, накопичення якого призводить до характерного прояву фібриноїдного некрозу.

## Клінічна значущість

### Патологічні наслідки

#### Ішемія
- При злоякісній гіпертензії фібриноїдний некроз аферентних артеріол і клубочків у поєднанні з гіперпластичним артеріолосклерозом може призвести до облітерації клубочків і втрати канальців. Цей процес сприяє прогресуючій нирковій недостатності та уремії, які, якщо їх не лікувати, призводять до смертності приблизно 90 % протягом одного року.[20][30]
- Різноманітні васкуліти можуть призвести до розвитку периферичних нейропатій, якщо вони вражають кровоносні судини, що живлять нерви, відомі як vasa nervorum. Судинне ураження, пов'язане з васкулітом, що характеризується інфільтрацією запальних клітин та фібриноїдним некрозом, може спричинити пошкодження стінки судин або звуження vasa nervorum; це призводить до ішемії та пошкодження нервів, і зрештою спричиняє клінічні прояви нейропатії.[34]

#### Крововилив
Щоразу, коли гіпертензія викликає фібриноїдний некроз у дрібних мозкових артеріях, це значно підвищує ризик внутрішньомозкової кровотечі (ВМК) через два основні фактори:
1. Відкладення фібриноїдного матеріалу в стінці судин призводить до потовщення артеріальних стінок, роблячи їх поступово більш жорсткими та менш еластичними.
2. Звуження артеріальних просвітів ще більше посилює це явище, підвищуючи внутрішньопросвітний тиск.

В результаті, дрібні мозкові артерії стають більш крихкими та схильними до розриву, що зрештою може призвести до внутрішньочерепного крововиливу.

#### Відшарування сітківки
Коли артеріальний тиск значно підвищується, як-от при злоякісній гіпертензії або еклампсії, артеріоли сітківки можуть зазнавати фібриноїдного некрозу, зменшуючи кровопостачання хоріокапіллярів, які відповідають за живлення пігментного епітелію сітківки (ПЕС). Ішемія порушує функцію ПЕС, порушує гемато-ретинальний бар'єр та спричиняє витік рідини в субретинальний простір, а також розвиток ексудативного відшарування сітківки.

### Діагностичне значення
Фібриноїдний некроз служить важливою діагностичною ознакою для розпізнавання судинних патологій та допомагає спрямувати подальше обстеження та лікування, наприклад:
- У випадках, коли присутні симптоми, що свідчать про гігантоклітинний артеріїт (ГКА), але біопсія скроневої артерії виявляє фібриноїдний некроз у дрібних судинах, що відгалужуються від скроневої артерії, та відсутність типових гістологічних ознак ГКА, ця розбіжність може свідчити про наявність альтернативного діагноз, оскільки виникнення фібриноїдного некрозу при ГКА є надзвичайно рідкісним.[37] Хоча васкуліт, пов'язаний з ANCA, вражає переважно такі органи, як нирки та легені, він зрідка може проявлятися симптомами, що нагадують ГКА, і його слід враховувати, особливо якщо гістологічні дані, такі як наявність фібриноїдного некрозу, вказують на таку можливість.[38]
- Для встановлення остаточного діагнозу лейкоцитокластичного васкуліту (ЛЦВ) гістопатологічне підтвердження за допомогою біопсії шкіри є важливим для диференціації ЛЦВ від інших подібних станів. Гістопатологічно ЛЦВ визначається такими ключовими ознаками:[39]

1. Нейтрофільна інфільтрація в стінці судини та навколо неї з лейкоцитоклазією.
2. Фібриноїдний некроз.
3. Пошкодження стінки судин і тканин.

Відсутність фібриноїдного некрозу та запальної інфільтрації в судині може перешкоджати діагностиці класичного ЛЦВ та потребує подальшого обстеження. Однак слід зазначити, що ці гістологічні особливості мають тенденцію до поступового прогресування, і біопсія, взята занадто рано або занадто пізно, може пропустити «підручникові» повноцінні зміни ЛЦВ.

### Прогностичне значення
Фібриноїдний некроз включено до модифікованого індексу активності Національного інституту охорони здоров'я (NIH) для вовчакового нефриту (ВН), який є системою оцінювання, що використовується для оцінки тяжкості ВН на основі гістопатологічних знахідок біоптатів нирок.
Індекс активності базується на оцінці шести гістологічних ознак, що вказують на активне запалення, кожній з яких присвоюється бал від 0 до 3 залежно від ступеня ураження клубочків. Оцінка фібриноїдного некрозу та клітинних / фіброцелюлярних півмісяців множиться на два, оскільки ці два ураження вважалися пов'язаними з вищим рівнем тяжкості, що дає індексу активності загальний бал від 0 до 24.
Індекс активності корелює з рівнем активного запалення в лімфатичних вузлах та слугує загальною основою для прийняття рішень щодо лікування. Чим вищий бал активності за шкалою NIH, тим інтенсивніше потрібне імуносупресивне лікування.